# Старочервово
Староче́рвово (рос. Старочервово) — присілок у складі Кемеровського округу Кемеровської області, Росія.

## Населення
Населення — 563 особи (2010; 569 у 2002).
Національний склад (станом на 2002 рік):
- росіяни — 91 %